# دیاکاریدیا کونه
دیاکاریدیا کونه (انگلیسی: Djakaridja Koné؛ زادهٔ ۲۲ ژوئیهٔ ۱۹۸۶) بازیکن فوتبال اهل بورکینافاسو و ساحل عاج بود.
از باشگاه‌هایی که در آن بازی کرده‌است می‌توان به باشگاه فوتبال سیواس‌اسپور، باشگاه فوتبال هاپوئل پتخ تیکوا، و باشگاه فوتبال دینامو بخارست اشاره کرد.
وی همچنین در تیم‌های ملی فوتبال زیر ۱۷ سال ساحل عاج و بورکینافاسو بازی کرده‌است.